# Альбрехт, Эрнст (футболист)
Эрнст Альбрехт (нем. Ernst Albrecht; 12 ноября 1907, Дюссельдорф, Пруссия — 26 марта 1976, Дюссельдорф) — немецкий футболист, играл на позиции полузащитника. Бронзовый призёр чемпионата мира 1934 года. Участник летних Олимпийских игр 1928 года.

## Биография

### Клубная карьера
На протяжении своей карьеры, насчитывавшей 21 сезон, играл только за дюссельдорфскую «Фортуну», в составе которой в 1933 году выиграл чемпионский титул. Он был одним из ключевых игроков этой команды, обладал высокой скоростью и хорошим дриблингом. Всего в общей сложности Альбрехт сыграл за «Фортуну» 372 официальных матча и он является 4-м игроком в истории клуба по количеству сыгранных матчей.

### Карьера в сборной
В составе олимпийской сборной Германии принимал участие на олимпийском футбольном турнире 1928 года, где сыграл в двух матчах со сборной Швейцарии (4:0) и в 1/4 финальном матче со сборной Уругвая (1:4).
Входил в состав сборной Германии на чемпионате мира 1934 года, но на поле не выходил. На этом турнире сборная Германии завоевала бронзовые медали. Всего за сборную Германии сыграл 17 матчей и забил 4 гола.

### Смерть
Скончался 26 марта 1976 года в Дюссельдорфе в возрасте 68 лет.

## Достижения
«Фортуна» (Дюссельдорф)
- Чемпион Германии (1) : 1933